# Route nationale 26 (Suède)
Pour les articles homonymes, voir Route nationale 26.
La route nationale 26 (en suédois : Riksväg 26) est une route nationale entre  Halmstad et Mora en Suède.

## Présentation
La route nationale 26 va de Halmstad à Mora en passant par Hyltebruk, Smålandsstenar, Gislaved, Jönköping, Skövde, Mariestad, Kristinehamn, Storfors, Filipstad, Lesjöfors et Vansbro.

## Parcours
- Halmstad
- Oskarström
- Torup
- Hyltebruk
- Skeppshult
- Smålandsstenar
- Gislaved
- Nissafors
- Hestra
- Bottnaryd
- Axamo
- Jönköping
- Bankeryd
- Mullsjö
- Sandhem
- Madängsholm
- Tidaholm
- Ekedalen
- Stenstorp
- Greva-gårdsbyn
- Skultorp
- Skövde
- Stöpen
- Timmersdala
- Mariestad
- Hasslerör
- Sjötorp
- Gullspång
- Kristinehamn
- Storfors
- Nykroppa
- Filipstad
- Persberg
- Lesjöfors
- Vansbro
- Södra Vika
- Mora